# 核定位序列
核定位序列（或称核定位信号）是一段氨基酸序列，作为蛋白质通过核運輸进入细胞核的标签。一般来说，核定位信号通常由一段或几小段氨基酸序列组成，通常都为带正电荷赖氨酸或精氨酸，且暴露于蛋白表面。不同的入核蛋白可能使用相同的核定位信号。核定位序列的功能与核输出序列相反，后者将蛋白送出细胞核。

## 延伸阅读
- Görlich D. . Current Opinion in Cell Biology. Jun 1997, 9 (3): 412–9  [2015-11-01]. PMID 9159081. doi:10.1016/S0955-0674(97)80015-4. （原始内容存档于2018-11-17）.
- Lusk CP, Blobel G, King MC. . Nature Reviews Molecular Cell Biology. May 2007, 8 (5): 414–20. PMID 17440484. doi:10.1038/nrm2165.